# Archie Brown (football)
Archie Brown, né le 28 mai 2002 à Birmingham en Angleterre, est un footballeur anglais qui évolue au poste d'arrière gauche au Fenerbahçe SK.

## Biographie

### En club
Né à Birmingham en Angleterre, Archie Brown est formé par le club de Derby County. Il impressionne dans les équipes de jeunes notamment pour sa grande taille, sa capacité à s'imposer dans les airs, ses dribbles et son adresse devant le but.
Lors de l'été 2021, Archie Brown refuse une offre de prolongation de Derby Country et rejoint librement le club suisse du FC Lausanne-Sport.
Il joue son premier match en professionnel avec ce club, le 28 novembre 2021, en entrant en jeu à la place de Trae Coyle (en) lors d'une rencontre de championnat face au Servette FC. Son équipe est battue par trois buts à zéro ce jour-là.
Le 11 août 2023, Archie Brown prend cette fois la direction de la Belgique pour s'engager avec La Gantoise. Le latéral gauche signe un contrat de quatre ans, soit jusqu'en juin 2027, et devient le quatrième joueur anglais de l'histoire du club.
Il joue son premier match sous ses nouvelles couleurs le 20 août 2023, lors d'une rencontre de championnat face au K Saint-Trond VV. Il est titularisé ce jour-là et les deux équipes se neutralisent (2-2 score final). S'imposant comme un titulaire chez les Buffalos, l'anglais se distingue lors de sa première saison par la qualité de ses centres, étant l'un des joueurs du championnat qui en délivre le plus.

### En sélection
Archie Brown est éligible pour représenter la Jamaïque en raison des origines de sa famille, et l'Angleterre son pays de naissance. C'est pour cette dernière nation qu'il joue en sélection, faisant deux apparitions avec l'équipe d'Angleterre des moins de 20 ans en 2024, marquant notamment un but.